# Ouadi Maghara
Le Ouadi Maghara est un site du Sinaï connu depuis l'Antiquité pour ses débouchés vers les mines de cuivre et de turquoise. Très tôt dans l'histoire de l'Égypte antique, des expéditions ont été organisées afin d'en exploiter les richesses pour répondre aux besoins d'une industrie naissante du cuivre et à l'attrait particulier que les Égyptiens avaient pour la turquoise, cette pierre bleu pâle, associée à la déesse Hathor.
Ces expéditions qui réunissaient des milliers d'hommes et leurs montures transportant eau, vivres et tout matériel nécessaire pour le minage séjournaient parfois de longs mois dans ces vallées arides exposés à des conditions climatiques difficiles et aux attaques des bédouins qui n'hésitaient pas à piller les convois. De fréquentes expéditions punitives seront alors organisées afin de garder le contrôle des voies d'accès.
À de nombreuses reprises les commandants et officiers qui accompagnaient ces expéditions laissèrent une inscription à la gloire de leur souverain régnant. Le plus souvent il s'agit d'un simple texte hiéroglyphique accompagné des cartouches du roi mais pour d'autres de véritables tableaux représentant le roi dans l'attitude traditionnelle du massacre rituel des ennemis de l'Égypte, viennent compléter le texte commémoratif en indiquant l'année du règne.
Ces informations précieuses viennent compléter les sources parfois ténues concernant l'Ancien Empire, et forment parfois les seuls faits connus pour certains règnes de cette haute époque de l'Antiquité. On citera ainsi les inscriptions relevées au nom de :
- Sanakht
- Djéser
- Sekhemkhet ou Djéser-Téti
- Snéfrou
- Khéops
- Sahourê
- Niouserrê
- Menkaouhor
- Djedkarê Isési
- Pépi Ier
- Pépi II

Après la chute de l'Ancien Empire l'exploitation des mines du Ouadi Maghara sera reprise à la XIIe dynastie jusque sous le Nouvel Empire.